# John W. King

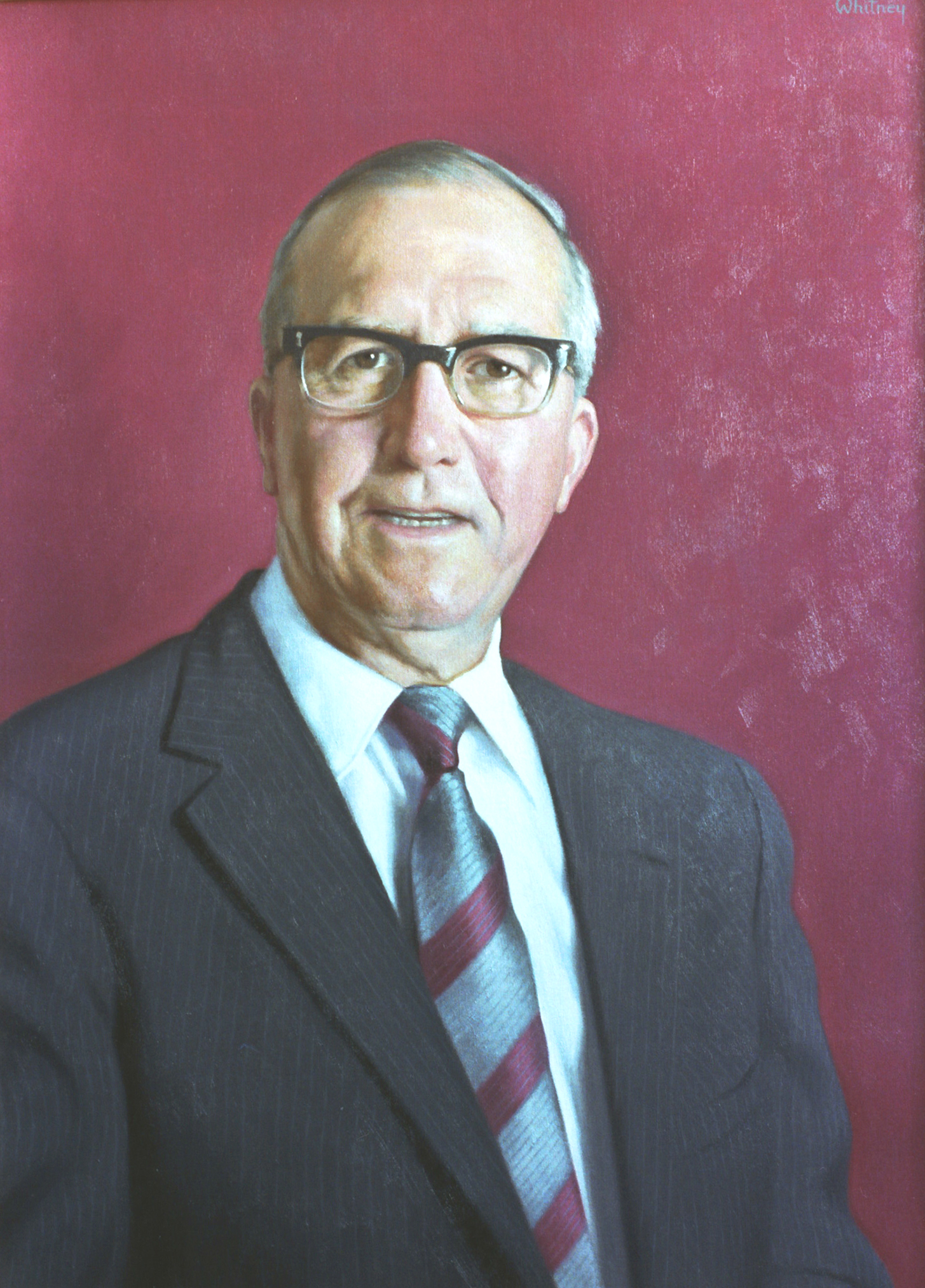
John W. King

John William King (* 8. Oktober 1916 in Manchester, New Hampshire; † 9. August 1996 ebenda) war ein US-amerikanischer Politiker und von 1963 bis 1969 Gouverneur des Bundesstaates New Hampshire.

## Frühe Jahre und politischer Aufstieg
John King besuchte die Harvard University, an der er unter anderem Jura studierte. An der Columbia University schloss er im Jahr 1943 seine Studienzeit ab. Nach seiner Zulassung als Rechtsanwalt arbeitete er in New York und ab 1948 in Manchester in diesem Beruf.
King war Mitglied der Demokratischen Partei. Im Jahr 1957 wurde er in das Repräsentantenhaus von New Hampshire gewählt. Zwischen 1959 und 1961 war er dort Fraktionsführer der Demokraten. 1962 wurde er mit der Unterstützung seines republikanischen Amtsvorgängers Wesley Powell zum neuen Gouverneur seines Staates gewählt. Damit war er der erste Demokrat in diesem Amt seit 1925. Überhaupt stellten die Demokraten in New Hampshire zwischen 1875 und 2005 nur sechs Gouverneure.

## Gouverneur von New Hampshire
King trat seine neue Aufgabe am 3. Januar 1963 an. Nachdem er in den Jahren 1964 und 1966 jeweils in seinem Amt bestätigt wurde, konnte er es bis zum 2. Januar 1969 ausüben. In seiner Amtszeit wurde eine staatliche Lotterie ins Leben gerufen. Mit deren Gewinn wurde das Schulsystem des Staates verbessert. Die Kommunen in New Hampshire erhielten damals größere Befugnisse. Außerdem wurde das Justizwesen reformiert. Die von seinem Vorgänger durchgeführte Verwaltungsreform wurde beibehalten.

## Weiterer Lebenslauf
Nach dem Ende seiner Gouverneurszeit war King wieder als Jurist tätig.  Zwischen 1969 und 1979 war er Richter an einem Obergericht (Superior Court) in New Hampshire. Von 1979 bis 1986 gehörte er dem Obersten Gerichtshof seines Staates an. Von 1981 bis 1986 war er dort als Nachfolger von William Alvan Grimes der Vorsitzende Richter (Chief Justice). John King starb im August 1996. Er war mit Anna McLaughlin verheiratet.